# Judo
Judo (Japans: 柔道, じゅうどう, jūdō) is een van oorsprong Japanse zelfverdedigingskunst, die rond 1882 werd ontworpen door Jigoro Kano. Het woord betekent 'zachte weg (manier)', waarbij het woordje do verwant is aan tao en naast de betekenis 'manier' ook de connotatie heeft van 'levenspad'. Een beoefenaar van judo heet een judoka. Judo is uitgegroeid tot een wedstrijdsport die wereldwijd veel beoefend wordt, en is tevens een olympische sport sinds 1964.
De technieken van judo zijn gebaseerd op het principe zoveel mogelijk gebruik te maken van de snelheid en kracht van de tegenstander; "winnen door toe te geven". Het algemene doel is om de tegenstander buiten gevecht te stellen zonder hem te verwonden – vaak door hem zo te werpen dat hij op zijn rug terechtkomt. Zelfbeheersing en respect staan bij judo centraal: een wedstrijd wordt vaak voorafgegaan door een buiging. Als vechtsport is het geschikt om vanaf jonge tot zeer oude leeftijd te beoefenen, iets wat de populariteit ervan verklaart.
Judo in de tegenwoordige wedstrijdvorm verschilt van de vorm zoals de grondlegger Kano het ontwikkeld heeft. In zijn traditionele betekenis is het namelijk niet alleen een vechtkunst, maar ook een filosofie voor persoonlijke ontwikkeling. De leer komt voort uit twee filosofische principes: wederzijds profijt en welbevinden (jita kyōei, 自他共栄) en het maximale effect met minimale inzet (seiryoku zenyō, 精力善用). Het doel is om deze principes bewust tot uitdrukking te brengen in elke beweging op de judomat.

## Technieken
Een hoofdindeling van de judopraktijk maakt onderscheid in
- tachi-waza (立ち技, staande techniek(en); bij randori: staande gevecht)[5]
- ne-waza (寝技, grondtechniek(en); bij randori: gevecht op de grond)[6]

Daarnaast dient de judoka goed de techniek van het ukemi-waza valbreken (受け身技) te beheersen.
De diverse gevechtstechnieken van judo worden verdeeld in:
- nage-waza (投げ技, werptechniek, worpen)[7]
- katame-waza (固め技, controletechniek)[8]
- atemi-waza  (当て身技, slag-, stoot- en traptechnieken)[9]

Bij oefenwedstrijden (Japans: 乱取り randori) of officiële wedstrijden (Japans: 試合 shiai) zijn alleen werptechnieken (nage-waza) en controletechnieken (katame-waza) toegestaan. Atemi-waza zijn daar (streng) verboden technieken, maar ze komen wel voor in een aantal kata's (Japans: 形 kata, vorm), zoals het kime-no-kata.
De judoka die een techniek uitvoert, heet tori (取り); de judoka die een techniek ondergaat, heet uke (受け).
De judotechnieken zijn erop gericht een tegenstander buiten gevecht te stellen zonder hem te verwonden. Slaan, stoten en schoppen zijn in de judocompetitie verboden, maar verdedigingen tegen dergelijke aanvallen worden wel aangeleerd bij de hogere graden om de ontstaansgeschiedenis van judo beter te begrijpen. Zo bestaan er in de kata verdedigingstechnieken tegen een zwaard- of mesaanval en is er een kata gebaseerd op vechten in een samoeraiharnas.

### Nage-waza
De verschillende worpen kunnen als volgt worden ingedeeld:
- ashi-waza (beenworpen), werptechnieken uitgevoerd met het been of de voet en uitgeoefend op een been of voet van de tegenstander, nadat die uit balans is of is gebracht.
- koshi-waza (heupworpen); de basistechniek van de heupworp bestaat erin de tegenstander, wanneer deze uit balans is, met behulp van de heup te werpen en dus over de heup te werpen
- kata-waza (schouderworpen); in het Kodokan-systeem vallen de schouderworpen onder de te-waza (zie hieronder)
- te-waza (armworpen, eigenlijk handtechnieken)
- sutemi-waza (offerworpen), werptechnieken waarbij degene die een dergelijke worp uitvoert, zich laat vallen, en zodoende het eigen lichaam op deze manier als het ware 'offert'. De benedenwaartse beweging wordt gebruikt om de tegenstander te werpen.

| Nage-waza (投げ技) worpen | Tachi-waza (立ち技) staande technieken | Te-waza (手技) armworpen, eigenlijk handtechnieken |
| Nage-waza (投げ技) worpen | Tachi-waza (立ち技) staande technieken | Koshi-waza (腰技) heupworpen                       |
| Nage-waza (投げ技) worpen | Tachi-waza (立ち技) staande technieken | Ashi-waza (足技) beenworpen                        |
| Nage-waza (投げ技) worpen | Sutemi-waza (捨身技) offerworpen       | Ma-sutemi-waza (真捨身技) achter offerworp         |
| Nage-waza (投げ技) worpen | Sutemi-waza (捨身技) offerworpen       | Yoko-sutemi-waza (橫捨身技) zijwaartse offerworp   |

### Katame-waza

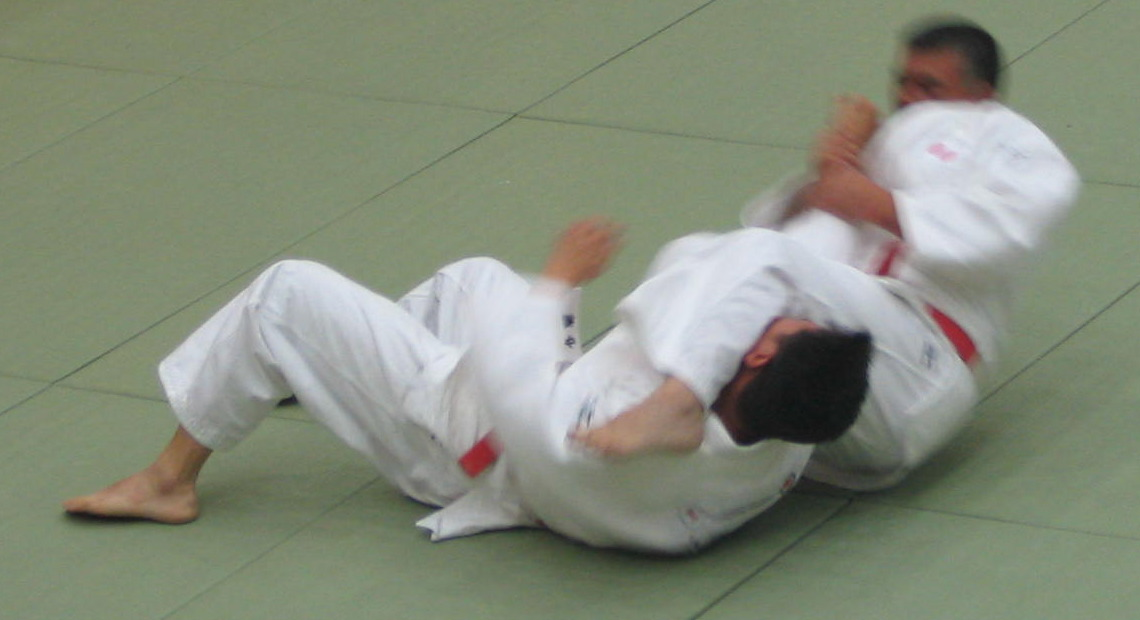
Juji gatame (十字固), een armklem

De verschillende insluitingstechnieken worden onderverdeeld in:
- osae-komi-waza (houdgrepen), technieken waarmee men de tegenstander onder controle kan houden op de grond
- ude-kansetsu-waza (armklemmen); de bedoeling van een armklem is dat men het ellebooggewricht immobiliseert
- shime-waza (verwurgingen)

| Katame-waza (固技) insluitingstechnieken | Osaekomi-waza (押込技) houdgreep  | Osaekomi-waza (押込技) houdgreep |
| Katame-waza (固技) insluitingstechnieken | Shime-waza (絞技) verwurging      |                                  |
| Katame-waza (固技) insluitingstechnieken | Kansetsu-waza (関節技) armklemmen |                                  |

## Geschiedenis
Oorspronkelijk was judo een zelfverdedigingskunst. Bij het bedenken van judo werd geput uit de rijke Japanse traditie aan vechtkunsten zoals jiujitsu en sumo, maar ook westers worstelen.
Jigoro Kano had bij het ontwikkelen van judo, ook nadrukkelijk een training van lichaam en geest voor ogen. Zijn filosofie wordt gekenmerkt door twee begrippen:
- Seiryoku Zenyo (Met minimale kracht het maximale resultaat bereiken): je moet leren efficiënt om te gaan met je kracht. Bij te weinig energie lukt het niet, te veel energie is verspilling. In het judo leert men ook de kracht van de tegenstander te gebruiken om hem ten val te brengen. In het leven is dit het principe van de juiste dingen doen op het juiste moment.
- Jita Kyoei (Wederzijds profijt en algemeen welzijn): judo traint men gezamenlijk, dus moet men respect hebben voor en rekening houden met elkaar. Bij het beoefenen van het judo leert men samen te werken om zich de vaardigheden eigen te maken. Zonder tegenstander om mee te trainen kan men de sport immers niet leren; men werpt zelf en wordt op zijn beurt geworpen. Deze opvatting van samenwerkend leren is ook in andere gebieden van het leven toepasbaar.

Oorspronkelijk was het de bedoeling dat kracht geen enkele rol zou spelen: door een juiste toepassing van de geleerde technieken zou een klein en zwak persoon zich op tamelijk elegante wijze tegen een grote en sterke aanvaller moeten kunnen verdedigen. Maar met wedstrijdjudo is kracht wel degelijk een factor. Echter, zelfs op hoog niveau zie je dat timing en techniek nodig zijn om te kunnen winnen.

## Traditie
Judoka's dragen een witte katoenen broek (zubon, in katakana (een Japans lettergrepenschrift): ズボン) en een judojas (Japans: 上衣 uwagi, overjas), die door een band (Japans: obi 帯) bijeen wordt gehouden. Het geheel noemt men een judogi (柔道着, judokleding), in het westen ook wel afgekort tot gi. Tijdens wedstrijden op hoog niveau, zoals de Olympische Spelen, draagt de ene judoka een wit pak en de andere judoka een blauw pak. Door dit onderscheid is deze dynamische sport beter te volgen voor het publiek en de scheidsrechters. Ook op TV is de wedstrijd hierdoor beter te volgen voor de kijkers thuis. Vrouwen dragen een wit T-shirt onder de uwagi.
Judolessen vinden plaats in een dojo en beginnen in seiza (geknielde houding). Ook is het een gewoonte, voordat men de dojo betreedt, eenmaal te buigen richting de mat (tatami). Ook bij het verlaten van de tatami doet men dit als teken van respect.

## Graduatiesysteem van judo
In Nederland wordt een graduatiesysteem gehanteerd bestaande uit de lagere kyu-graden, lopend van 6e tot en met 1e kyu, gevolgd door de hogere dan-graden, van 1e dan tot en met 10e dan. De graad van de judoka wordt getoond door de kleur van de band.
| Graad   | Kleur    | Naam      |
| ------- | -------- | --------- |
| 6e kyu  | wit      | rok-kyu   |
| 5e kyu  | geel     | go-kyu    |
| 4e kyu  | oranje   | yon-kyu   |
| 3e kyu  | groen    | san-kyu   |
| 2e kyu  | blauw    | ni-kyu    |
| 1e kyu  | bruin    | ik-kyu    |
| 1e dan  | zwart    | sho-dan   |
| 2e dan  | zwart    | ni-dan    |
| 3e dan  | zwart    | san-dan   |
| 4e dan  | zwart    | yon-dan   |
| 5e dan  | zwart    | go-dan    |
| 6e dan  | rood-wit | roku-dan  |
| 7e dan  | rood-wit | nana-dan  |
| 8e dan  | rood-wit | hachi-dan |
| 9e dan  | rood     | ku-dan    |
| 10e dan | rood     | ju-dan    |
Bij judo geeft de kleur van de band het niveau van de drager aan. Een beginner heeft een witte band, waarna geel, oranje, groen, blauw, bruin (de kyu-graden, die van hoog naar laag genummerd zijn). Daarna volgen de dan-graden met de zwarte band, de rood-wit geblokte band en de rode band. De wachttijd tussen kyu-graden bedraagt minimaal zes maanden, maar is meestal een jaar. Bij de dan-graden geldt: hoe hoger de dan-graad, hoe langer de wachttijd.
Om te beginnen zijn er zes 'basis'-graden in judo, beginnend met de zesde kyu. Zesde kyu judoka's dragen een witte band. Vijfde kyu judoka's dragen een gele band. Vierde kyu judoka's dragen een oranje band. Derde kyu judoka's dragen een groene band. Tweede kyu judoka's dragen een blauwe band. En eerste kyu judoka's dragen een bruine band. Ook kunnen er slippen op de band zitten, deze geven aan hoe ver iemand is voor de volgende band. In plaats van slippen werken sommige scholen met halve banden, dan behaal je vanaf wit eerst bijvoorbeeld de wit-gele band, en daarna de gele band. Dit systeem van slippen en halve banden is vooral bedoeld voor kinderen om goed te zien hoe ver ze zijn en ze te motiveren voor hun bandexamen.
Vanaf de zwarte band wordt er niet meer met slippen gewerkt. De zwarte band en hogere kan pas behaald worden wanneer de judoka 16 jaar of ouder is. Ook kan een zwarte-bandexamen alleen afgelegd worden buiten de eigen judoschool. De kyu-graden worden vaak uitgegeven door de eigen leraar, maar een dan-graad kan alleen behaald worden met een examen van de Judo Bond Nederland. Het verschil tussen de dan-graden kan worden aangeven door streepjes op de band, maar dit is niet verplicht.
Er is voor alle judoka's een speciale bond. Alle judoka's die hogere wedstrijden doen of een dan-graad willen behalen, moeten lid zijn van een nationale judovereniging en een judopaspoort bezitten. Voor Nederland is deze nationale judovereniging de Judo Bond Nederland, voor België de Koninklijke Belgische Judobond.
- Het systeem van gekleurde banden en slippen is in hoge mate een westers systeem, ingevoerd door Mikinosuke Kawaishi. In Japan heeft men meestal de indeling: wit (6e t/m 4e kyu) - bruin (3e tot 1e kyu) - zwart. (al is dit tegenwoordig ook wel eens anders)
- Het zwarte band-examen bij de bond bestaat uit verschillende onderdelen. Het danexamen bestaat uit een kata en het zogenaamde vrije deel met staande technieken en grondtechnieken. In sommige gevallen kan een judoka ook een deel van zijn examen wegstrepen door genoeg wedstrijdpunten te behalen.

De kyu-examens worden afgenomen door de judoscholen. Examens voor 1e t/m 3e dan worden afgenomen door regionale examencommissies. Alleen 4e en 5e dan-examens worden afgenomen door landelijke examencommissies. De kandidaten voor 4e of 5e dan worden beoordeeld door de meesters die een 6e of hogere dan-graad hebben. Dan-graden boven 6e dan worden meer op grond van verdiensten voor de judosport uitgereikt al moet er vaak nog wel examen gedaan worden. Bij de 6e, 7e en 8e dan is er een afwisselend rood-wit geblokte band, bij de 9e en 10e dan een rode band. De behaalde banden worden in een judopaspoort afgetekend.
Tot nu toe is de 10e dan toegekend aan slechts 20 judoka's in de hele wereld. De meeste houders van de 10e dan zijn Japanners. Slechts twee Nederlandse, Anton Geesink en Jaap Nauwelaerts de Agé, en twee Britse judoka's, Charles Palmer en George Kerr, zijn in het bezit van deze dan-graad. Op 8 januari 2006 werden drie nieuwe 10e dan-graden uitgereikt door de Kodokan; dit was voor het eerst in 22 jaar.
De 20 judoka's met de 10e dan zijn:
- Kyuzo Mifune (1883-1965)
- Kunisaburo Iizuka (1875-1958)
- Kaichiro Samura (1880-1964)
- Hidekazu Nagaoka (1876-1952)
- Yoshitsugu Yamashita (1865-1935)
- Haijme Isogai (1871-1947)
- Shotaro Tabata (1884-1950)
- Kotaro Okano (1885-1967)
- Matsutaro Shoriki (1885-1969)
- Shozo Nakano (1888-1977)
- Tamio Kurihara (1896-1979)
- Sumiyuki Kotani (1903-1991)
- Anton Geesink (1934-2010) *
- Charles Palmer (1930-2001) *
- Toshiro Daigo (1926)
- Ichiro Abe (1923)
- Yoshimi Osawa (1925)
- Jaap Nauwelaerts de Agé (1917-2016) **
- Kazuo Ito (1898-1974)
- George Kerr (1937)

* = 10e dan Internationale Judo Federatie (IJF)

** = 10e dan Judo Bond Nederland (JBN)
De Fédération Française kende Mikinosuke Kawaishi (1899-1969) postuum de 10e dan toe in judo en jujitsu.
De hoogst gegradueerde Nederlanders (stand februari 2024) zijn Jan Snijders (9e dan) en bij de dames Marjolein van Unen (8e dan).

## Kata
Het judo kent een aantal kata (形, vormen), waarin de opgenomen judotechnieken op formele wijze dienen te worden uitgevoerd. Kata kunnen gezien worden als de 'grammatica' of de 'ruggengraat' van het judo. Ze vormen ijkpunten voor de techniek. Het uitvoeren van kata is een verplicht onderdeel van het danexamen, maar wordt ook daarbuiten beoefend. Meestal begint het oefenen van kata rond het dertiende jaar en de nikkyugradatie.
De belangrijkste Japanse kata in het judo zijn:
- Nage no Kata - werptechnieken
- Katame no Kata - controletechnieken
- Ju no kata - kata van meegaandheid
- Kime no Kata - technieken op vitale punten
- Koshiki no Kata - oude technieken
- Kodokan Goshin Jutsu - kodokanverdedigingstechnieken
- Itsutsu no Kata - kata van de vijf natuurwetten

Daarnaast zijn er nog andere kata, zoals:
- Seiryoku Zenyo Kokumin Taiiku no Kata - technieken voor maximale efficiëntie
- Go no Kata - krachttechnieken
- Joshi Goshin Ho - zelfverdediging voor dames
- Gonosen no Kata - overnametechnieken
- Hikomi no Kata - staande kanteltechnieken

## Wedstrijd (shiai)
In wedstrijden worden, naar een idee van de Nederlandse judoka Anton Geesink, ook wel een blauw en een wit judopak gebruikt, zodat de scheidsrechter tijdens het gevecht beter kan zien welk lichaamsdeel bij welke sporter hoort. Bovendien is het op film en televisie allemaal veel duidelijker. Bij kleine wedstrijden en wedstrijden in Japan worden een rode en een witte band gebruikt. De sport wordt over de gehele wereld beoefend door jonge en oude judoka's en maakt deel uit van het olympisch programma. De meeste judoka's nemen nooit deel aan officiële wedstrijden, en nemen alleen deel aan onderlinge wedstrijden tijdens de trainingen. Gehandicapte sporters (A-judoka's) zijn geïntegreerd, maar hebben soms wel speciale uren en wedstrijden.
De pedagogische waarde van het recreatieve judo is aangetoond. Ook voor mensen met beperkingen kan judo van waarde zijn. Een positief effect is aangetoond voor (met name kinderen met) autisme en ADHD.
Judo wordt beoefend op een mat, tatami geheten, die enigszins meegeeft, zodat zelfs als men er krachtig op geworpen wordt, men meestal geen letsel oploopt. De techniek van het 'breken' (verzachten) van de val, van zowel het eigen lichaam als dat van de tegenstander, is een belangrijk onderdeel van judo.
De matdelen, die samen het wedstrijdvlak vormen, moeten zonder tussenruimte tegen elkaar worden gelegd, een effen bovenvlak bezitten en zodanig zijn aangebracht dat verschuiven niet mogelijk is. De matten worden gemaakt van geperst stro of, meer voorkomend, van geperst schuim. Een judowedstrijd vindt plaats op een oppervlakte van minimaal 14 bij 14 meter en maximaal 16 bij 16 meter, waarbij de wedstrijdmat minimaal 8 bij 8 en ten hoogste 10 bij 10 meter groot mag zijn. De ruimte buiten het wedstrijdvierkant vormt voor de judoka's een uitwijkmogelijkheid, omdat de partij dikwijls op een podium wordt gehouden.
Een wedstrijd wordt geleid door een hoofdscheidsrechter (staand op de mat) en twee hulpscheidsrechters (op een stoel op de tegenover elkaar liggende hoekpunten van de mat). Ook zijn aanwezig: een tafeljury van twee tot drie personen, een scheidsrechterscommissie en een hoofdjury. Verder zijn bij de wedstrijd aanwezig: EHBO, coaches en de algemene organisatie.

#### Wedstrijdcategorieën in het judo
Judoka's worden bij wedstrijden naar leeftijd en gewicht ingedeeld. De indeling naar leeftijd kent de volgende categorieën. De categorie '12−' of U12 bevat de judoka's die op 31 december van het jaar waarin de wedstrijd plaatsvindt nog geen 12 jaar oud zal zijn. De categorie '15−' of U15 bevat de judoka's die op 31 december van het jaar waarin de wedstrijd plaatsvindt nog geen 15 jaar oud zal zijn. Het bovenstaande betekent dus dat wanneer een elfjarige judoka op 1 januari aan een toernooi mee wil doen en hij op 30 december 12 jaar oud wordt, deze dan mee moet doen in de 15-min-categorie.
De wedstrijdduur hangt af van de competitie waarin men speelt. Voor senioren duurt een wedstrijd 4 minuten met een eventuele verlenging. Voor junioren duurt een wedstrijd 2 tot 4 minuten afhankelijk van de leeftijd.
De indeling naar gewicht kent momenteel zeven categorieën en kan nog variëren naargelang de leeftijd.
| Mannen  | Onder 60 kg | 60-66 kg | 66-73 kg | 73-81 kg | 81-90 kg | 90-100 kg | Boven 100 kg |
| Vrouwen | Onder 48 kg | 48-52 kg | 52-57 kg | 57-63 kg | 63-70 kg | 70-78 kg  | Boven 78 kg  |

#### Wedstrijdtijd en start/stop-commando's van de scheidsrechter
Het begin van een wedstrijd wordt aangegeven door het commando hajime (begin). De wedstrijdtijd loopt continu door en kan alleen onderbroken worden door een stopcommando van de scheidsrechter: mate – ook wel uitgesproken als matté – (wacht) of sono-mama (niet bewegen). Na mate start de wedstrijd en de tijd weer door een commando hajime waarbij de judoka's hun startpositie weer innemen. Na sono-mama starten de wedstrijd en de tijd weer door het commando yosh, waarbij de judoka's dezelfde posities aannemen als ten tijde van het geven van het commando sono-mama (meestal een houdgreep). Het commando sono-mama wordt door de scheidsrechter gebruikt indien een wedstrijd kortstondig stilgelegd moet worden, zodat een scheidsrechter een ordemaatregel kan uitvoeren. Voorbeeld van zo'n situatie is dat een judoka die onder ligt in een houdgreep, met zijn hand in het gezicht duwt van de judoka die bovenligt.

#### EHBO
EHBO-medewerkers (eerste hulp bij ongevallen) mogen bij jeugdwedstrijden altijd de mat op.
Bij seniorenwedstrijden (15 en ouder) mogen zij niet zonder consequentie zelf de mat betreden. Wanneer zij zonder daartoe te zijn uitgenodigd door de scheidsrechter de mat betreden, verliest de judoka waarvoor de EHBO'ers de mat betraden de wedstrijd. De scheidsrechter kan EHBO'ers verzoeken de mat te betreden voor:
- verwondingen aan hoofd, rug en nek;
- verwondingen aan het scrotum;
- gescheurde nagels;
- bloed, waarbij tot tweemaal toe dezelfde wond mag worden verbonden. Bloedt de wond een derde maal, dan heeft de judoka de wedstrijd verloren.

Om andere redenen dan de bovenstaande mag een scheidsrechter geen EHBO'ers op de mat vragen. Judoka's en coaches kunnen hen ook zelf verzoeken om de mat te betreden; het gevolg is dan wel dat de judoka automatisch de wedstrijd heeft verloren.

### Puntentelling en beoordeling van technieken
In een judowedstrijd kunnen door succesvol uitgevoerde technieken de scores ippon of waza-ari worden verdiend. Balansverstoringen die niet tot een succesvolle techniek leiden en houdgrepen van 9 seconden of korter (zogenoemde kinza) krijgen geen formele waardering, maar worden wel door de scheidsrechter onthouden om bij een gelijkspel de doorslag te kunnen geven bij het aangeven van de betere judoka, of bij het uitdelen van een straf wegens passiviteit. Tot 1 maart 2017 kon ook een yuko (5 punten) toegekend worden, maar bij de nieuwe judowedstrijdregels is deze score afgeschaft. De koka (3 punten) was al eerder afgeschaft.
Punten in een tabel (punten worden gebruikt bij het administreren van het gevolg van een wedstrijd door de wedstrijdleiding):
| Naam punt | Japans | Waarde | Betekenis van de naam |
| --------- | ------ | ------ | --------------------- |
| Waza-ari  | 技あり | 7      | Er is techniek        |
| Ippon     | 一本   | 10     | Een heel punt         |

##### Jonai/jogai, in/uit
Een staande techniek is jonai, oftewel 'in', als het resultaat van de actie duidelijk is, voordat de judoka's beiden de gevechtsruimte hebben verlaten. Dit heeft tot gevolg dat de feitelijke techniek en landing beide buiten de gevechtsruimte mogen zijn, zolang de techniek maar binnen de gevechtsruimte was aangevangen.
Een grondtechniek is jonai, oftewel 'in', zolang een van de judoka's nog lichamelijk contact heeft met de gevechtsruimte. Een lichaamsdeel dat boven de gevechtsruimte zweeft, kan dus niet meegenomen worden bij de beoordeling of een actie 'in' is. Als een actie niet 'in' is, dan is een actie jogai, oftewel 'uit', en moet de wedstrijd direct onderbroken worden door het geven van het commando mate, waardoor de judoka's weer teruggaan naar hun beginposities.

##### Tachi-waza, staande technieken
Een ippon (一本, vol punt) krijgt men voor een techniek die zowel kracht, snelheid als controle heeft, en waarbij de tegenstander grotendeels op de rug landt. Een "waza-ari" (half punt) krijgt men voor een techniek die wel controle heeft en snelheid of kracht en waarbij de tegenstander grotendeels op de rug of op de zij landt, of voor een techniek die controle heeft, maar geen kracht en geen snelheid en waarbij de tegenstander grotendeels op de rug landt.

##### Ne-waza, grondtechnieken
Een houdgreep dient te voldoen aan de volgende criteria: de tegenstander ligt met zijn rug of een schouder op de mat, de uitvoerder voert druk uit van bovenaf, er is controle, er is contact tussen de romp van de uitvoerder en de romp van de tegenstander, de uitvoerder ligt niet met zijn rug richting de mat (dus geen ura-ligging). Indien een houdgreep 20 seconden of meer duurt, wordt deze met een ippon gewaardeerd. Indien een houdgreep 10-19 seconden duurt, wordt deze met een waza-ari gewaardeerd.
Indien een judoka afklopt of het woord maita roept, geeft deze judoka de wedstrijd op, zijn tegenstander wint dan met een ippon. Opgeven door de tegenstander kan gebeuren bij het aanleggen van een armklem (15 jaar en ouder) of een verwurging (12 jaar en ouder).

### Straffen
Straffen worden onderverdeeld in lichte straffen, shido, en zware straffen, hansoku-make. Als men een straf verdient, heeft dat geen verdere gevolgen voor het scorebord, maar aan het einde van de wedstrijd kunnen ze voor winst of verlies zorgen. Als er sprake is van een gelijkspel, maar een van de judoka's heeft een shido, dan wint de judoka met de minste shido's. 
Drie shido's staan gelijk aan één hansoku-make.
Een hansuko-make leidt tot het verliezen van de wedstrijd, de andere judoka krijgt dan dezelfde punten als bij een ippon (10). Ook kan deze straf tot diskwalificatie voor het evenement leiden, zie hieronder.

##### Shido
Een shido wordt gegeven voor gedrag dat de wedstrijd onrechtmatig verstoort. Dit is onder andere:
- bovenmatig defensief judo;
- passief judo;
- drie keer het kumikatagevecht onderbreken/ontwijken[13]
- onnodig naar de grond duiken;
- onnodig veel de gevechtsruimte uit lopen;
- met handen of voeten in het gezicht van de tegenstander zitten;
- het judopak van jezelf of je tegenstander herschikken;
- pakking vermijden;
- schijnaanval uitvoeren;
- eenzijdige pakking (mag wel als de judoka die de eenzijdige pakking heeft direct werpt na het vastpakken);
- een armklem maken in wedstrijden met judoka's in de categorie onder 15 jaar;
- verwurging maken in wedstrijden met judoka's in de categorie onder 12 jaar;
- de vingers van de tegenstander naar achteren buigen;
- spreken tijdens een wedstrijd.

##### Hansoku-make, diskwalificatie
Hansoku-make kan direct gegeven worden voor een ernstige overtreding van de regels zoals hieronder beschreven of 'verdiend' worden door driemaal een shido te verkrijgen. Bij een directe hansoku-make volgt altijd uitsluiting van de rest van het toernooi wegens diskwalificatie, behalve bij diving en grabbing. Een indirecte hansoku-make, verkregen door drie shido's leidt niet tot uitsluiting van de rest van het toernooi maar enkel tot het verliezen van de wedstrijd wegens diskwalificatie.
Een directe hansoku-make wordt gegeven voor:
- een armklem toepassen op een andere plek dan het ellebooggewricht;
- van achter een tegenstander met de gezichten dezelfde kant op door de benen heen het standpunt wegvegen en naar voren vallen kwazu-gake;
- een tegenstander die al op de mat ligt optillen en direct weer op de mat werpen;
- geen acht slaan op de scheidsrechter;
- pakking vermijden (bij junioren);
- het vastpakken van de 'gi' onder de 'obi'
- onnodig roepen of gebaren maken die minachtend zijn tegen de scheidsrechter of de tegenstander;
- een tegenstander trachten te verwonden tegen de geest van de judosport in;
- iedere andere handeling die in serieuze mate tegen de geest van de Judosport indruist;
- een bedekt of onbedekt metalen voorwerp dragen;
- het vanuit staande positie pakken van een of beide benen (grabbing), tenzij een uitzondering van kracht is (zie hieronder); voor een eerste overtreding krijgt men een shido, voor de tweede een hansoku-make;
- tijdens het uitvoeren van een staande techniek met het hoofd voorover (koprol) duiken (diving).

Hierbij de opmerking dat grabbing en diving als enige directe hansoku-makes niet tot uitsluiting voor het gehele toernooi leiden, maar enkel leiden tot een diskwalificatie voor de wedstrijd waarin de overtreding is begaan.

##### Grijpen
Eind 2010 is besloten door de Internationale Judofederatie (IJF) om de regels van het judo aan te scherpen om zo te zorgen voor een groter onderscheid tussen judo en andere worstelsporten. Een van de regels die vanaf 2011 zijn ingevoerd door het IJF, en ook in Nederland door de JBN, is, dat het in beginsel verboden werd om vanuit een staande positie een of beide benen van de tegenstander te grijpen, in het Engels het zogenoemde grabbing. Sommige judoka's zoals Henk Grol moesten hierdoor hun stijl aanpassen.

###### Namen van de straffen
| Soort straf                     | Naam straf   | Naam in het Japanse schrift |
| ------------------------------- | ------------ | --------------------------- |
| Eerste straf (waarschuwing)     | Shido        | 指導                        |
| Tweede straf (waarschuwing)     | Shido        | 指導                        |
| Derde straf (gediskwalificeerd) | Hansoku-make | 反則負け                    |

### Einde van de wedstrijd
Een wedstrijd kan op de volgende wijze worden gewonnen:
- de tegenstander werpen met een techniek die met ippon wordt gewaardeerd, waardoor de wedstrijd direct wordt beëindigd;
- een houdgreep aanleggen gedurende 20 seconden of meer, waardoor de wedstrijd direct wordt beëindigd;
- de tegenstander tot opgeven dwingen door een armklem (15 jaar en ouder) of wurging (12 jaar en ouder), waardoor de wedstrijd direct wordt beëindigd;
- wanneer de tegenstander drie shido's heeft gekregen;
- het terugtrekken van een judoka waardoor de andere judoka met een ippon wint en waardoor de wedstrijd direct wordt beëindigd;
- aan het einde van de reguliere wedstrijdtijd een hogere score hebben dan de tegenstander;
  - indien een van beide judoka's een waza-ari heeft en de andere niet wint hij de wedstrijd;
  - indien het aantal waza-ari's gelijk is, begint de wedstrijd opnieuw. Wie het eerste een resultaat maakt, wint. Dit noemt men 'golden score'. De wedstrijd gaat door tot er gescoord is.

In het jeugdreglement bestaat er geen 'golden score'; bij een gelijke score aan het einde van de reguliere wedstrijdtijd bepalen de scheidsrechters, nadat de hoofdscheidsrechter daarom met hantei verzocht heeft, de winnaar. Hierbij kijken ze naar de inzet en houdgrepen onder de 10 seconden.

## Jeugdreglement
Judo hecht een grote waarde aan veiligheid. Daartoe is er een apart jeugdreglement ontwikkeld voor de categorie 12–. Een aantal van de afwijkingen van het normale reglement staat hierboven al genoemd, de volledige lijst van afwijkingen is:
- geen armklemmen;
- geen verwurgingen;
- wedstrijdduur is twee minuten;(indien geen verlenging nodig is)
- EHBO-medewerkers (eerste hulp bij ongevallen) mogen altijd, ook op verzoek van de judoka, de mat op zoveel als nodig is;
- geen technieken uitgevoerd op één of twee knieën;
- geen offerworpen waarbij de tegenstander over het lichaam van de uitvoerder wordt heengetrokken.

Verder zal minder snel tot het geven van straffen (shido's) worden overgegaan daar wedstrijden een meer pedagogisch karakter hebben. Wellicht ten overvloede nog de opmerking dat alle zaken die in het normale reglement verboden zijn, zoals onder andere ook grabbing en diving, ook bij jeugdwedstrijden verboden blijven. Verder mag er direct hansoku-make worden gegeven worden voor het pakking vermijden, dit geldt alleen bij het jeugdreglement.

## Judoscholen

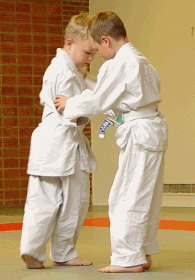
Judo

Een judoschool is een vereniging, vaak judovereniging genoemd, of een sportschool waar les wordt gegeven in judo door een judoleraar. Kinderen en volwassenen zijn hiervan lid en beoefenen en leren hier de judosport. Bij grote verenigingen zijn professionele krachten, bij andere veel vrijwilligers, maar de leraar moet altijd erkend zijn door de Judo Bond Nederland. Veel judoscholen verzorgen ook wedstrijden voor hun leden, maar soms ook wedstrijden waarvoor leden van andere judoscholen worden uitgenodigd.
De Judo Bond Nederland en de Koninklijke Belgische Judobond zijn overkoepelende organisaties waarbij veel judoscholen zijn aangesloten en waar judoka's lid van kunnen worden. Op hun beurt zijn ze verbonden met de internationale koepels en zenden ze judoka's uit naar internationale wedstrijden. De Koninklijke Belgische Judobond is een overkoepelende nationale federatie met de Judo Vlaanderen en de Ligue Francophone BeIge de Judo als onderdelen.

## Wereldkampioenschappen
De wereldkampioenschappen judo worden ieder niet-olympisch jaar georganiseerd door de International Judo Federation. Het eerste kampioenschap bij de mannen had plaats in 1956 en bij de vrouwen in 1980. In 1987 zijn deze toernooien samengevoegd.